# 聖瑪利亞奧斯圖馬
聖瑪利亞奧斯圖馬（西班牙語：Santa María Ostuma），是薩爾瓦多的城鎮，位於該國南部，由拉巴斯省負責管轄，面積24.12平方公里，海拔高度635米，2007年人口5,990，人口密度每平方公里248.34人。
13°37′N 88°56′W / 13.617°N 88.933°W